# Paul-Jean Toulet
Paul-Jean Toulet (Pau, 5 giugno 1867 – Guéthary, 6 settembre 1920) è stato un poeta francese, esponente del Simbolismo minore.
Di origine creola, trascorse i primi anni di vita nell'isola Mauritius. In seguito si trasferì a Parigi dove raggiunse la notorietà collaborando a La Vie parisienne. 
La sua opera più famosa è la raccolta di liriche Les contrerimes, pubblicata postuma. Le Controrime furono tradotte in italiano dallo scrittore siciliano Gesualdo Bufalino.

## Opere principali
- Monsieur du Paur, homme public, Paris, H. Simonis Empis, 1898
- Le Mariage de Don Quichotte, Paris, Félix Juven, 1902
- Les tendres ménages, Paris, Société du Mercure de France, 1904
- Mon amie Nane, Paris, Société du Mercure de France, 1905
- Comme une fantaisie, Coulonges-sur-l'Autize, Le Divan, 1917
- La jeune fille verte, Paris, Les Écrits Nouveaux, 1918-19
- Les contes de Béhanzigue, Paris, G. Crès & Cie, 1920
- Les contrerimes, Paris, Éditions du Divan - Émile-Paul frères, 1920
- Les trois impostures, almanach, Paris, Édition du Divan – Émile-Paul frères, 1922
- Correspondance avec un ami pendant la guerre, Paris, Le Divan, 1922
- Le souper interrompu avec cinq dessins rehaussés d'aquarelle à la main par Louis Suire, Paris, Le Divan, 1922
- Les Demoiselles La Mortagne, Paris, Le Divan, 1923
- Notes d'art, Paris, Le Divan, 1924
- Lettres à Madame Bulteau avec une Préface par Jean-Louis Vaudoyer, Paris, Le Divan, 1924
- Quatre contes, Paris, Chez Madame Lesage, 1925
- Notes de littérature, Paris, Le Divan, 1926
- Lettres à soi-même, Paris, Le Divan, 1927
- Le carnet de M. du Paur, Paris, À la Cité des Livres, 1927
- Le coussin jonquille. Un conte et des histoires, Paris, Le Divan, 1927
- Conseils à un filleul, Paris, Éditions Émile-Paul frères, 1927
- Correspondance de Claude Debussy et P.-J. Toulet, Paris, Le Divan, 1929
- Journal et Voyages, Paris, Le Divan, 1934
- Vers inédits, Paris, Le Divan, 1936
- Nostalgies, Paris, Le Divan, 1949
- Lettre de Paris. Juin 1909, Bruxelles, L'Atelier du Livre, 1953
- Lettres de P.-J. Toulet à Henri de Régnier. Publiées et annotées par P.-O. Walzer, Paris, Porrentruy, 1955
- Lettres de P.-J. Toulet et de Émile Henriot, Paris, Mercure de France, 1959